# Liste der Kulturdenkmale in Am Ettersberg
In der Liste der Kulturdenkmale in Am Ettersberg sind alle Kulturdenkmale der Ortsteile der thüringischen Landgemeinde Am Ettersberg (Landkreis Weimarer Land) aufgelistet (Stand: 26. April 2012).

## Legende
- Bild: zeigt ein Bild des Kulturdenkmals und gegebenenfalls einen Link zu weiteren Fotos des Kulturdenkmals im Medienarchiv Wikimedia Commons
- Bezeichnung: Name, Bezeichnung oder die Art des Kulturdenkmals
- Lage: Wenn vorhanden Straßenname und Hausnummer des Kulturdenkmals; Grundsortierung der Liste erfolgt nach dieser Adresse. Der Link Karte führt zu verschiedenen Kartendarstellungen und nennt die Koordinaten des Kulturdenkmals.
 Kartenansicht, um Koordinaten zu setzen – in dieser Kartenansicht sind Kulturdenkmale ohne Koordinaten mit einem roten bzw. orangen Marker dargestellt und können in der Karte gesetzt werden. Kulturdenkmale ohne Bild sind mit einem blauen bzw. roten Marker gekennzeichnet, Kulturdenkmale mit Bild mit einem grünen bzw. orangen Marker.
- Datierung: gibt das Jahr der Fertigstellung beziehungsweise das Datum der Erstnennung oder den Zeitraum der Errichtung an
- Beschreibung: bauliche und geschichtliche Einzelheiten des Kulturdenkmals, vorzugsweise die Denkmaleigenschaften
- ID: Die ID identifiziert das Kulturdenkmal eindeutig. In Thüringen sind aktuell keine IDs veröffentlicht. In der ID-Spalte kann sich auch folgendes Icon  befinden, dies führt zu Angaben zu diesem Kulturdenkmal bei Wikidata.

## Berlstedt
Einzeldenkmal
| Bild                                    | Bezeichnung                        | Lage               | Datierung | Beschreibung | ID |
| --------------------------------------- | ---------------------------------- | ------------------ | --------- | ------------ | -- |
| weitere Bilder Fotos hochladen          | Kirche                             | (Karte)            | 1696      |              |    |
| Direkt Bild zu diesem Denkmal hochladen | VVN-Gedenkstein (Todesmarschstele) | Ballstedter Straße |           |              |    |
| Direkt Bild zu diesem Denkmal hochladen | Wappentafel                        | Haus Nr. 87        |           |              |    |
| Direkt Bild zu diesem Denkmal hochladen | Tor und Portal                     | Marktgasse 80      |           |              |    |
| Fotos hochladen                         | Waidmühlstein                      | Marktgasse         |           |              |    |

Bodendenkmale
| Bild                                    | Bezeichnung           | Lage | Datierung | Beschreibung | ID |
| --------------------------------------- | --------------------- | --- | --------- | ------------ | -- |
| Direkt Bild zu diesem Denkmal hochladen | Grabhügel, Hünengrab  | 200 m nordöstlich von Berlstedt, am Ortsrand an der Straße nach Neumark                                             |           |              |    |
| BW                                      | Wasserburg „Das Wahl“ | an der Nordwestgrenze des Ortes, „Das Wahl“ Hügel mit Wassergraben, ehemalige Wasserburg, Burghügel (Motte) (Karte) |           |              |    |

## Buttelstedt
Denkmalensemble
| Bild                                    | Bezeichnung               | Lage                          | Datierung | Beschreibung | ID |
| --------------------------------------- | ------------------------- | ----------------------------- | --------- | ------------ | -- |
| Fotos hochladen                         | „Neue Marktsiedlung“ mit: | (Karte)                       |           |              |    |
| Direkt Bild zu diesem Denkmal hochladen | "Vor dem Tore" mit:       | Koordinaten fehlen! Hilf mit. |           |              |    |

Einzeldenkmal
| Bild                                    | Bezeichnung                                            | Lage                        | Datierung | Beschreibung | ID |
| --------------------------------------- | ------------------------------------------------------ | --------------------------- | --------- | ------------ | -- |
| Fotos hochladen                         | Stadtkirche St. Nikolaus                               | (Karte)                     |           |              |    |
| BW                                      | Wohnhaus                                               | Am Schmiedeberg 1 (Karte)   |           |              |    |
| Direkt Bild zu diesem Denkmal hochladen | Herzbrunnen                                            | Am Sperlingsberg            |           |              |    |
| Direkt Bild zu diesem Denkmal hochladen | ehemaliges Gutshaus                                    | Burgplatz                   |           |              |    |
| BW                                      | ehemalige Kinderbewahranstalt                          | Fröbelweg 1 (Karte)         |           |              |    |
| BW                                      | Wohnhaus                                               | Fröbelweg 2 (Karte)         |           |              |    |
| Direkt Bild zu diesem Denkmal hochladen | Scheune                                                | Grünseestraße 2             |           |              |    |
| Direkt Bild zu diesem Denkmal hochladen | Gehöft (ehemalige Obermühle)                           | Grünseestraße 9             |           |              |    |
| Direkt Bild zu diesem Denkmal hochladen | drei Scheunen                                          | Haindorfer-/Gartenstraße    |           |              |    |
| BW                                      | Gehöft (ehemaliges Gasthaus „Zum bunten Löwen“)        | Kölledaer Straße 26 (Karte) |           |              |    |
| Direkt Bild zu diesem Denkmal hochladen | Schulgebäude                                           | Markt 1                     |           |              |    |
| BW                                      | Wohnhaus mit Hofgebäuden (ehemaliges Pfarrwitwenstift) | Markt 7 (Karte)             |           |              |    |
| BW                                      | Wohnhaus                                               | Markt 8 (Karte)             |           |              |    |
| Direkt Bild zu diesem Denkmal hochladen | Feldscheune                                            | nördlich der Stadt          |           |              |    |
| Direkt Bild zu diesem Denkmal hochladen | Scheunenreihen östlich und westlich des Friedhofs      | Vor dem Tore                |           |              |    |
| Direkt Bild zu diesem Denkmal hochladen | Friedhofsmauer, historische Grabmale                   | Vor dem Tore/Friedhof       |           |              |    |
| Direkt Bild zu diesem Denkmal hochladen | Pfarrhaus                                              | Weimarische Straße 1        |           |              |    |

Bodendenkmale
| Bild                                    | Bezeichnung                            | Lage | Datierung | Beschreibung           | ID |
| --------------------------------------- | -------------------------------------- | --- | --------- | ---------------------- | -- |
| Direkt Bild zu diesem Denkmal hochladen | Gerichtsplatz                          | Höhe dicht über dem nach Osten zum Ortsteil Niederndorf abfallender Hang am westlichen Ende des Weges „Sperlingsberg“ |           |                        |    |
| Fotos hochladen                         | Menhir, „der lange Stein“, „Wetzstein“ | Etwa 200 m nördlich des Ortes zwischen B 85 und Sportplatz                                                            |           | Menhir von Buttelstedt |    |

## Daasdorf
Einzeldenkmal
| Bild            | Bezeichnung         | Lage                          | Datierung | Beschreibung | ID |
| --------------- | ------------------- | ----------------------------- | --------- | ------------ | -- |
| Fotos hochladen | Kirche mit Kirchhof | Im Dorfe (Karte)              |           |              |    |
| Fotos hochladen | Wegweiserstein      | Angergasse/Weimarische Straße |           |              |    |

Bodendenkmal
| Bild                                    | Bezeichnung     | Lage | Datierung | Beschreibung | ID |
| --------------------------------------- | --------------- | --- | --------- | ------------ | -- |
| Direkt Bild zu diesem Denkmal hochladen | Burghügel, Burg | Am alten Schlosse. Niederung der Rassel dicht östlich der Stadt Buttelstedt und nordöstlich der alten Ortslage |           |              |    |

## Großobringen
Denkmalensembles
| Bild | Bezeichnung   | Lage    | Datierung | Beschreibung | ID |
| ---- | ------------- | ------- | --------- | ------------ | -- |
| BW   | Ortskern mit: | (Karte) |           |              |    |

Einzeldenkmal
| Bild                                    | Bezeichnung                   | Lage                    | Datierung | Beschreibung | ID |
| --------------------------------------- | ----------------------------- | ----------------------- | --------- | ------------ | -- |
| Fotos hochladen                         | Kirche mit Kirchhof           | (Karte)                 |           |              |    |
| Direkt Bild zu diesem Denkmal hochladen | Grabstätte Paul Schander      | Friedhof                |           |              |    |
| BW                                      | Gehöft                        | Am Plan 91 (Karte)      |           |              |    |
| BW                                      | Hofmauer mit Tor und Portal   | Am Plan 97 (Karte)      |           |              |    |
| BW                                      | Tor und Portal                | Im Oberdorfe 78 (Karte) |           |              |    |
| Direkt Bild zu diesem Denkmal hochladen | Tor und Portal                | Im Oberdorfe 86         |           |              |    |
| Direkt Bild zu diesem Denkmal hochladen | Zwei Inschrifttafeln von 1591 | Im Oberdorfe 88         |           |              |    |
| Direkt Bild zu diesem Denkmal hochladen | Gehöft (Pfarrei)              | Unterdorf 110           |           |              |    |

## Haindorf
Einzeldenkmale
| Bild                                    | Bezeichnung         | Lage                           | Datierung | Beschreibung | ID |
| --------------------------------------- | ------------------- | ------------------------------ | --------- | ------------ | -- |
| weitere Bilder Fotos hochladen          | Kirche mit Kirchhof | (Karte)                        |           |              |    |
| Direkt Bild zu diesem Denkmal hochladen | ehemalige Schule    | Haus Nr. 26                    |           |              |    |
| Direkt Bild zu diesem Denkmal hochladen | Waidmühlstein       | vor Haus Nr. 26 (ehem. Schule) |           |              |    |

Bodendenkmal
| Bild                                    | Bezeichnung        | Lage | Datierung | Beschreibung | ID |
| --------------------------------------- | ------------------ | --- | --------- | ------------ | -- |
| Direkt Bild zu diesem Denkmal hochladen | Talburg, Höhenburg | Nach Nordwest vorspringende Höhe als Rest eines größeren Sporns, 0,3 km nordwestlich von Haindorf, dicht südlich des Treffpunktes der Straße von Haindorf und Krautheim nach Großbrembach |           |              |    |

## Heichelheim
Einzeldenkmale;
| Bild                                    | Bezeichnung                                         | Lage              | Datierung | Beschreibung | ID |
| --------------------------------------- | --------------------------------------------------- | ----------------- | --------- | ------------ | -- |
| weitere Bilder Fotos hochladen          | Kirche mit Kirchhof                                 | (Karte)           |           |              |    |
| weitere Bilder Fotos hochladen          | Turmwindmühle                                       | Am Rabenbache     |           |              |    |
| Direkt Bild zu diesem Denkmal hochladen | Inschrifttafel von 1585                             | Am ehemaligen Gut |           |              |    |
| Direkt Bild zu diesem Denkmal hochladen | zwei Inschrifttafeln von 1612                       | Lange Gasse 45    |           |              |    |
| Direkt Bild zu diesem Denkmal hochladen | Nebengebäude des ehemaligen Gutes mit Gewölbekeller | Nr. 27            |           |              |    |
| Direkt Bild zu diesem Denkmal hochladen | ehemalige Schule                                    | Nr. 56            |           |              |    |
| Fotos hochladen                         | Wegweiser                                           | bei Nr. 58        |           |              |    |

## Hottelstedt
Einzeldenkmal
| Bild                                    | Bezeichnung                | Lage        | Datierung | Beschreibung | ID |
| --------------------------------------- | -------------------------- | ----------- | --------- | ------------ | -- |
| weitere Bilder Fotos hochladen          | Kirche mit Kirchhof        | (Karte)     |           |              |    |
| Direkt Bild zu diesem Denkmal hochladen | Pfarrhaus                  | Im Dorfe 16 |           |              |    |
| Direkt Bild zu diesem Denkmal hochladen | Denkmal – Todesmarschstele | Im Dorfe    |           |              |    |

## Kleinobringen
Einzeldenkmale
| Bild                           | Bezeichnung         | Lage                                 | Datierung | Beschreibung | ID |
| ------------------------------ | ------------------- | ------------------------------------ | --------- | ------------ | -- |
| weitere Bilder Fotos hochladen | Kirche mit Kirchhof | (Karte)                              |           |              |    |
| Fotos hochladen                | Wegweiser           | Ortsmitte, an der Straße nach Weimar |           |              |    |

## Krautheim
Einzeldenkmale
| Bild                                    | Bezeichnung         | Lage                   | Datierung | Beschreibung | ID |
| --------------------------------------- | ------------------- | ---------------------- | --------- | ------------ | -- |
| weitere Bilder Fotos hochladen          | Kirche mit Kirchhof | (Karte)                |           |              |    |
| Fotos hochladen                         | Pfarrhof            | Haus Nr. 2             |           |              |    |
| Direkt Bild zu diesem Denkmal hochladen | ehemaliger Gutshof  | Kirchstraße 43, 44, 45 |           |              |    |

## Nermsdorf
Einzeldenkmal
| Bild                                    | Bezeichnung                            | Lage                   | Datierung | Beschreibung | ID |
| --------------------------------------- | -------------------------------------- | ---------------------- | --------- | ------------ | -- |
| weitere Bilder Fotos hochladen          | Kirche mit Kirchhof                    | (Karte)                |           |              |    |
| Direkt Bild zu diesem Denkmal hochladen | Gehöft (ehemaliger Gasthof zur Traube) | Im Dorfe 1             |           |              |    |
| Direkt Bild zu diesem Denkmal hochladen | Turmwindmühle                          | Über dem kleinen Anger |           |              |    |

## Ottmannshausen
Denkmalensemble
| Bild                                    | Bezeichnung   | Lage                          | Datierung | Beschreibung | ID |
| --------------------------------------- | ------------- | ----------------------------- | --------- | ------------ | -- |
| Direkt Bild zu diesem Denkmal hochladen | Ortskern mit: | Koordinaten fehlen! Hilf mit. |           |              |    |

Einzeldenkmal
| Bild            | Bezeichnung         | Lage                          | Datierung | Beschreibung | ID |
| --------------- | ------------------- | ----------------------------- | --------- | ------------ | -- |
| Fotos hochladen | Kirche mit Kirchhof | Koordinaten fehlen! Hilf mit. |           |              |    |

## Ramsla
Einzeldenkmale
| Bild                                    | Bezeichnung                      | Lage          | Datierung | Beschreibung | ID |
| --------------------------------------- | -------------------------------- | ------------- | --------- | ------------ | -- |
| weitere Bilder Fotos hochladen          | Kirche mit Kirchhof              | (Karte)       |           |              |    |
| Direkt Bild zu diesem Denkmal hochladen | Tor und Wirtschaftsgebäude       | Am Plan 60    |           |              |    |
| Direkt Bild zu diesem Denkmal hochladen | Ofenplatten (Reliefplatten)      | Am Plan 64    |           |              |    |
| Direkt Bild zu diesem Denkmal hochladen | Quelleneinfassung und Quellteich | Am Plan       |           |              |    |
| Direkt Bild zu diesem Denkmal hochladen | Waidmühlstein                    | Am Plan       |           |              |    |
| Direkt Bild zu diesem Denkmal hochladen | Gehöft (Pfarrhof)                | Kirchgasse 50 |           |              |    |

## Sachsenhausen
Denkmalensemble
| Bild                                    | Bezeichnung                                                            | Lage                          | Datierung | Beschreibung | ID |
| --------------------------------------- | ---------------------------------------------------------------------- | ----------------------------- | --------- | ------------ | -- |
| Direkt Bild zu diesem Denkmal hochladen | Gehöfte Buttelstedter Weg 8–12 und Brücke Kirchgasse/Buttelstedter Weg | Koordinaten fehlen! Hilf mit. |           |              |    |

Einzeldenkmale
| Bild                                    | Bezeichnung         | Lage           | Datierung | Beschreibung | ID |
| --------------------------------------- | ------------------- | -------------- | --------- | ------------ | -- |
| weitere Bilder Fotos hochladen          | Kirche mit Kirchhof | (Karte)        |           |              |    |
| Direkt Bild zu diesem Denkmal hochladen | Gehöft              | Hintergasse 63 |           |              |    |
| Direkt Bild zu diesem Denkmal hochladen | Gehöft              | Hirtengasse 79 |           |              |    |

## Schwerstedt
Denkmalensemble
| Bild                           | Bezeichnung                           | Lage    | Datierung | Beschreibung     | ID |
| ------------------------------ | ------------------------------------- | ------- | --------- | ---------------- | -- |
| weitere Bilder Fotos hochladen | Gebäude und Park des ehemaligen Gutes | (Karte) |           | Nr. 89, 90, 90 b |    |

Einzeldenkmale
| Bild                                    | Bezeichnung         | Lage                          | Datierung | Beschreibung | ID |
| --------------------------------------- | ------------------- | ----------------------------- | --------- | ------------ | -- |
| weitere Bilder Fotos hochladen          | Kirche mit Kirchhof | (Karte)                       |           |              |    |
| Direkt Bild zu diesem Denkmal hochladen | ehemalige Schule    | Koordinaten fehlen! Hilf mit. |           | Nr. 38       |    |
| weitere Bilder Fotos hochladen          | ehemaliges Gutshaus | (Karte)                       |           | Nr. 90       |    |

## Stedten am Ettersberg
Einzeldenkmal
| Bild                                    | Bezeichnung               | Lage                     | Datierung | Beschreibung | ID |
| --------------------------------------- | ------------------------- | ------------------------ | --------- | ------------ | -- |
| weitere Bilder Fotos hochladen          | Kirche                    | (Karte)                  |           |              |    |
| Direkt Bild zu diesem Denkmal hochladen | Wohnhaus (ehem. Gasthaus) | Dorfstraße 1             |           |              |    |
| Direkt Bild zu diesem Denkmal hochladen | Bodenreformdenkmal        | Dorfstraße (nähe Kirche) |           |              |    |

## Thalborn
Einzeldenkmale
| Bild                           | Bezeichnung         | Lage                                                      | Datierung | Beschreibung                     | ID |
| ------------------------------ | ------------------- | --------------------------------------------------------- | --------- | -------------------------------- | -- |
| weitere Bilder Fotos hochladen | Kirche mit Kirchhof | Südlich der Ortslage, am Nordhang des Weißer Berg (Karte) |           | Bruchsteingebäude, Erbauung 1686 |    |

## Vippachedelhausen
Einzeldenkmale
| Bild                                    | Bezeichnung                                            | Lage         | Datierung | Beschreibung | ID |
| --------------------------------------- | ------------------------------------------------------ | ------------ | --------- | ------------ | -- |
| weitere Bilder Fotos hochladen          | Kirche mit Kirchhof                                    | (Karte)      |           |              |    |
| Direkt Bild zu diesem Denkmal hochladen | Grab eines unbekannten jugoslawischen Kriegsgefangenen | Kirchhof     |           |              |    |
| Direkt Bild zu diesem Denkmal hochladen | Gutshaus                                               | Mühlgasse 76 |           |              |    |

Bodendenkmal
| Bild            | Bezeichnung | Lage                                                                                                   | Datierung | Beschreibung | ID |
| --------------- | ----------- | --- | --------- | ------------ | -- |
| Fotos hochladen | Grabhügel   | Grabhügel auf dem Palm oder Ballenberg nordnordöstlich über dem Ort, ehemaliger Flurname „Hühnenhügel“ |           |              |    |

## Weiden
Denkmalensemble
| Bild                                    | Bezeichnung | Lage                          | Datierung | Beschreibung | ID |
| --------------------------------------- | ----------- | ----------------------------- | --------- | ------------ | -- |
| Direkt Bild zu diesem Denkmal hochladen | Ortslage    | Koordinaten fehlen! Hilf mit. |           |              |    |

Einzeldenkmal
| Bild                           | Bezeichnung         | Lage    | Datierung | Beschreibung | ID |
| ------------------------------ | ------------------- | ------- | --------- | ------------ | -- |
| weitere Bilder Fotos hochladen | Kirche mit Kirchhof | (Karte) |           |              |    |

Bodendenkmal
| Bild                                    | Bezeichnung | Lage | Datierung | Beschreibung | ID |
| --------------------------------------- | ----------- | --- | --------- | ------------ | -- |
| Direkt Bild zu diesem Denkmal hochladen | Wallanlage  | Nach Westen vorspringender Bergrücken östlich des Ortes, flacher Wall im Bereich des Friedhofes schließt die Kirche ein |           |              |    |
| Direkt Bild zu diesem Denkmal hochladen | Steinkreuz  | In der Ostwand der Kirche in Augenhöhe eingemauert                                                                      |           |              |    |

## Wohlsborn
Einzeldenkmale
| Bild                                    | Bezeichnung         | Lage                      | Datierung | Beschreibung | ID |
| --------------------------------------- | ------------------- | ------------------------- | --------- | ------------ | -- |
| weitere Bilder Fotos hochladen          | Kirche mit Kirchhof | (Karte)                   |           |              |    |
| Direkt Bild zu diesem Denkmal hochladen | Pfarrgehöft         | Breitenstraße 4 (ehem. 6) |           |              |    |
| Direkt Bild zu diesem Denkmal hochladen | Taubenturm          | Herrengasse 35            |           |              |    |
| Direkt Bild zu diesem Denkmal hochladen | Portal              | Herrengasse 39 (ehem. 5)  |           |              |    |

Bodendenkmale
| Bild                                    | Bezeichnung            | Lage                                                                          | Datierung | Beschreibung | ID |
| --------------------------------------- | ---------------------- | ----------------------------------------------------------------------------- | --------- | ------------ | -- |
| Direkt Bild zu diesem Denkmal hochladen | Grabhügel „Bärenhügel“ | Grabhügel auf den Ettersberg, 2 km ostnordöstlich von Weimar                  |           |              |    |
| Direkt Bild zu diesem Denkmal hochladen | Steinkreuz (Kreuzung)  | Am westlichen Ortsrand, südöstlich an der Gartenmauer des Grundstückes Nr. 54 |           |              |    |

## Quelle
- Denkmalliste Landkreis Weimarer Land. (PDF; 929 kB) weimarerland.de